# Tôn Thất Đính
Tôn Thất Đính (1926–2013) nguyên là một cựu tướng lĩnh Bộ binh của Quân lực Việt Nam Cộng hòa, cấp bậc Trung tướng. Ông xuất thân từ trường Võ bị do Chính phủ Quốc gia Việt Nam mở ra ở miền Trung Việt Nam, được sự cố vấn và hỗ trợ huấn luyện của Quân đội Pháp. Ông cũng là một Nghị sĩ giữ chức vụ cao trong Quốc hội Việt Nam Cộng hòa. Là một trong số ít các sĩ quan được ưu ái và thăng cấp tướng trong thời kỳ Đệ Nhất Cộng hòa, tuy nhiên, ông lại là một trong những nhân vật chủ chốt trong cuộc Đảo chính Việt Nam Cộng hòa 1963 và có liên quan đến cái chết của Ngô Đình Diệm, Tổng thống đầu tiên của Việt Nam Cộng hòa, và người em ruột là Cố vấn Ngô Đình Nhu.

## Thân thế
Tôn Thất Đính có biệt danh là Ba Đính. Ông sinh ngày 20 tháng 11 năm 1926 tại Huế, Thừa Thiên trong một gia đình Tôn thất nhà Nguyễn có truyền thống hiếu học. Thời niên thiếu, ông học tiểu học và trung học ở Huế, năm 1944 ông tốt nghiệp Trung học Phổ thông với văn bằng Tú tài bán phần (Part I). Sau đó lên ở với người anh cả là ông Tôn Thất Đĩnh ở Đà Lạt, tại đây ông trúng tuyển kỳ thi ngạch Thông phán (Thư ký Hành chính) và được tùng sự tại Tòa Công sứ Đà Lạt.

### Tham gia kháng chiến
Năm 1945, Việt Minh giành chính quyền từ tay người Nhật Bản. Với sự nhiệt tình ái quốc của tuổi trẻ, khi người Pháp tái chiếm Bán đảo Đông Dương, ông hưởng ứng phong trào học sinh yêu nước trong cao trào kháng Pháp bấy giờ, tham gia Lực lượng Quân sự của Việt Minh chống Pháp, làm Ủy viên Chính trị một Trung đội trong Tiểu đoàn Vệ quốc Quân Việt Minh tại Đà Lạt . Ông cùng đơn vị mình tham gia chiến đấu chống lại Liên quân Anh – Pháp – Nhật tại mặt trận Đà Lạt – Đơn Dương. Cùng chiến đấu tại đây có một Tiểu đoàn trưởng Việt Minh tên là Đỗ Mậu, người về sau đóng vai trò quan trọng cuộc đời binh nghiệp của ông sau này.
Tuy nhiên do sự yếu kém trong tổ chức kháng chiến cũng như sức mạnh hỏa lực của đối phương, mặt trận nhanh chóng tan vỡ, đơn vị ông cũng tan rã hoàn toàn. Ông bỏ trốn về Đà Lạt, ẩn náu trong nhà người anh. Để tránh bị bắt bớ giam cầm, ông xin làm Thư ký cho Ty Cảnh sát Pháp. Nhưng đầu năm 1948, ông bị phát hiện từng tham gia Việt Minh chống Pháp nên bị Chính quyền Pháp bắt giam. Nhờ sự bảo lãnh của người anh trai, bấy giờ đang là một chuyên viên đang làm việc tại Viện Pasteur Đà Lạt, ông được thả tự do với cam kết không được tham gia các hoạt động chống Pháp.

## Binh nghiệp
Trong một chuyến về thăm gia đình tại Huế, ông gặp được một người quen cũ là Đỗ Mậu, bấy giờ đang làm Trưởng phòng 3 Bộ Tham mưu Việt binh Đoàn tại Huế, một Lực lượng Quân sự bổ sung (forces supplétives) của quân đội Pháp. Do sự giới thiệu của ông Mậu, ông gia nhập Việt binh Đoàn. Sau khóa đào tạo Hạ sĩ quan tại Mang Cá (Huế), ông được phân bổ về làm Thư ký ở phòng Bí thư Bộ Tham mưu với cấp bậc Trung sĩ.

### Quân đội Liên hiệp Pháp
Tháng 10 năm 1948, Chính phủ Pháp hỗ trợ cho Chính phủ Quốc gia Việt Nam mở trường đào tạo sĩ quan người Việt lấy tên Trường Sĩ quan Việt Nam ở Đập Đá, Huế với mục đích bổ sung sĩ quan cho Quân đội Liên hiệp Pháp. Với học lực Tú tài Pháp, ông được cử theo học khóa 1 Bảo Đại, khai giảng ngày 1 tháng 10 năm 1948. Ngày 1 tháng 6 năm 1949 mãn khóa tốt nghiệp với cấp bậc Thiếu úy hiện dịch. Ra trường, ông được chuyển đến trường Hạ sĩ quan An Cựu, Huế làm Huấn luyện viên. Giữa năm 1950, ông được chọn sang Pháp du học ở trường Kỵ binh Saumur (École de cavalerie de Saumur).

### Quân đội Quốc gia Việt Nam
Đầu năm 1951, mãn khóa học về nước, ông được cử làm Đại đội trưởng Đại đội Ngự lâm quân đồn trú tại Thành Nội Huế. Năm 1952, ông được thăng cấp Trung úy và được chỉ định làm Tiểu đoàn trưởng Tiểu đoàn 12 Việt Nam (12e BVN) kiêm Phân khu trưởng Phân khu Hòa Luật, Quảng Bình. 
Bấy giờ, ông được đánh giá là "người can trường, say mê chiến trận, lập được nhiều chiến công nên được tướng Nguyễn Văn Hinh thương mến và được thăng cấp mau lẹ" .
Đầu năm 1953, ông được thăng cấp Đại úy chuyển ra Bắc giữ chức vụ Tham mưu trưởng Liên đoàn Lưu động số 2 đồn trú ở Ninh Giang, Hải Dương. Tháng 7 cùng năm, ông được thăng cấp Thiếu tá giữ chức vụ Trưởng Phân chi khu Thái Bình kiêm Tiểu đoàn trưởng Tiểu đoàn 22 Việt Nam (22e Bataillon du Vietnam - 22e BVN). Tháng 1 năm 1954, ông được thăng cấp Trung tá Tư lệnh Liên đoàn Chiến thuật số 31 Bộ binh tại Hải Dương. thay thế Trung tá Nguyễn Quang Hoành. Tháng 4 cùng năm, bàn giao Liên đoàn 31 lại cho Thiếu tá Nguyễn Hữu Có, ông được cử theo học khóa Chỉ huy Liên đoàn Chiến thuật cao cấp tại Trung tâm Nghiên cứu Quân sự Hà Nội. Tháng 6 mãn khóa học, ông được cử giữ chức vụ Tư lệnh Liên đoàn Chiến thuật số 32 Bộ binh Việt Nam.
Sau hiệp định Genève, ông cùng đơn vị di chuyển vào Nam, đóng quân tại Phân khu Duyên hải Nha Trang, liên tiếp chỉ huy đơn vị hành quân tiếp thu Bình Định, Quảng Ngãi, sau khi Lực lượng Việt Minh rút đi tập kết. Đầu tháng 8 năm 1954, được sự giới thiệu của Trung tá Đỗ Mậu ông bí mật gia nhập Đảng Cần Lao Nhân vị và trở thành một thành viên tích cực ủng hộ Thủ tướng Ngô Đình Diệm giành được quyền lực, được cử làm Ủy viên Quân ủy Trung ương. Ngày 1 tháng 2 năm 1955, ông được thăng cấp Đại tá tại nhiệm. Cùng thời điểm này Liên đoàn 32 Chiến thuật được tổ chức thành Sư đoàn 32 Bộ binh tại Đà Nẵng và ông làm Tư lệnh Sư đoàn.

### Quân đội Việt Nam Cộng hòa
Vị tướng trẻ của nền Đệ Nhất Việt Nam Cộng hòa
Sau khi Thủ tướng Diệm tuyên bố thành lập Việt Nam Cộng hòa và trở thành Tổng thống đầu tiên, ông trở thành một sĩ quan trẻ được trọng dụng. Hạ tuần tháng 7 năm 1957, ông được lệnh bàn giao Sư đoàn 32 lại cho Trung tá Đặng Văn Sơn. Một tháng sau ông được cử đi du học lớp Chỉ huy và Tham mưu cao cấp tại Học viện quân sự Fort Leavenworth, Tiểu bang Kansas, Hoa Kỳ (niên khóa 1957-2, thụ huấn 16 tuần.. Tháng 12 năm 1957, sau khi du học ở Mỹ về, ông được bổ nhiệm chức vụ Tư lệnh Sư đoàn Dã chiến số 1, cùng năm này ông được cử đi du học ngắn hạn khóa Chỉ huy Hành quân hỗn hợp Binh chủng ở trường Cao đẳng Chiến tranh tại Okinawa, Nhật Bản. Đầu tháng 8 năm 1958, ông được thăng cấp Thiếu tướng (khi mới 32 tuổi) và được bổ nhiệm chức vụ Tư lệnh Quân đoàn II & Vùng 2 Chiến thuật thay thế Thiếu tướng Trần Ngọc Tám, sau khi bàn giao Sư đoàn Dã chiến số 1 lại cho Đại tá Nguyễn Văn Chuân

### Người hùng Đảo chính 1963
Dù có được sự sủng ái của Tổng thống Diệm, ông vẫn bị Cố vấn Nhu đánh giá là một người bốc đồng, tự cao tự đại và huênh hoang, thích rượu chè và tiệc tùng, những yếu tố rất nguy hiểm cho một tướng lĩnh cầm quân. Bên cạnh đó, ông cũng dính vào một số cáo buộc về việc bao che cho người anh trai Tôn Thất Đĩnh độc quyền khai thác gỗ ở Cao nguyên Trung phần cũng như việc đưa người em Tôn Thất Đình làm sĩ quan văn phòng để không phải tham gia chiến đấu. Mặc dù vậy, ông vẫn được xem là không có tham vọng chính trị và đứng đầu sổ về lòng trung thành với Tổng thống Diệm. Sau vụ Binh biến năm 1962 do 2 phi công Phạm Phú Quốc và Nguyễn Văn Cử lái 2 chiếc máy bay khu trục Skyraider ném bom Dinh Độc Lập. Ngày 7 tháng 12 năm 1962, bàn giao Quân đoàn II lại cho Thiếu tướng Nguyễn Khánh, ông được bổ nhiệm làm Tư lệnh Quân đoàn III & Vùng 3 Chiến thuật thay thế Thiếu tướng Lê Văn Nghiêm. Đến ngày 21 tháng 8 năm 1963, kiêm Tổng trấn Đô thành Sài Gòn, giám sát khu vực xung quanh Đô thành. Với vai trò đó, ông trở thành một yếu tố quan trọng trong sự thành công hay thất bại của bất kỳ cuộc đảo chính nào.
Cuối năm 1963, các sĩ quan cao cấp, vốn bị thất sủng, đã thuyết phục ông kiến nghị Tổng thống Diệm trao cho ông một chức vụ trong Nội các, dù biết rằng Tổng thống Diệm cực lực phản đối. Bất mãn khi bị Tổng thống Diệm khước từ, ông chấp nhận tham gia nhóm các sĩ quan dự định đảo chính.
Không nắm được những biến chuyển này, khi Tổng thống Diệm và em trai là cố vấn Ngô Đình Nhu biết được có một âm mưu đảo chính, đã lên kế hoạch một cuộc đảo chính giả nhằm bẫy đối thủ. Trong kế hoạch này, ông được giao đóng vai trò quan trọng cốt yếu. Hai anh em ông Diệm và Nhu đều không ngờ rằng, toàn bộ kế hoạch phản đảo chính đều bị tướng Đính thông tin cho nhóm đảo chính. Qua đó, nhóm đảo chính đã kịp thời bố trí các đơn vị trung thành với chế độ ở xa bên ngoài Sài Gòn và điều các lực lượng nổi dậy về gần Đô thành.
Ngày 1 tháng 11 năm 1963, cuộc Đảo chính nổ ra. Ông Diệm và Nhu bị lật đổ và bị hành quyết sau khi nhận ra một cách muộn màng sự phản bội của ông. Ngày 2 tháng 11, ông được thăng cấp Trung tướng và được cử vào chức vụ Đệ Nhị Phó Chủ tịch Hội đồng Quân nhân Cách mạng kiêm Tổng trưởng An ninh trong Nội các của Chính phủ Thủ tướng Nguyễn Ngọc Thơ sau khi bàn giao chức vụ Tổng trấn Sài Gòn lại cho Trung tướng Mai Hữu Xuân.
Ngày 30 tháng 1 năm 1964, do mâu thuẫn quyền lợi, tướng Nguyễn Khánh từ Pleiku đã lén về Sài Gòn tiến hành trót lọt "Cuộc Chỉnh lý". Ngày 5 tháng 2, ông bị tướng Khánh buộc bàn giao chức vụ Tư lệnh Quân đoàn III lại cho Trung tướng Trần Thiện Khiêm (nguyên Tham mưu trưởng Bộ Tổng Tham mưu). Ngày 14 tháng 2, ông cùng các tướng Trần Văn Đôn, Lê Văn Kim, Mai Hữu Xuân và Nguyễn Văn Vỹ (mới trở về từ Pháp) bị buộc tội có xu hướng "Trung lập", bị bắt và quản thúc, loại khỏi Chính quyền Quân sự. Ông bị biệt giam tại Pleiku trong một thời gian, sau đó bị đưa về quản thúc tại Đà Lạt. Thời điểm này ở Cao nguyên Trung phần xảy ra cuộc bạo loạn do lực lượng Fulro của người một nhóm người sắc tộc ở các tỉnh Darlac, Pleiku và Kontum khuấy động đòi tự trị. Ngày 14 tháng 11 ông được tướng Khánh triệu ra làm Tư lệnh Quân đoàn II kiêm Chỉ huy trưởng Bộ chỉ huy Hành quân dẹp loạn Fulro. Sau khi dẹp loạn thành công, ông bị quản thúc tiếp tại Vũng Tàu Đến cuối tháng 12, ông mới được tướng Khánh cử giữ chức vụ Tổng thanh tra Quân lực kiêm Tổng cục trưởng Tổng cục Quân huấn (những chức vụ chẳng có mấy quyền lực).
Ngày 9 tháng 4 năm 1966, thời điểm vụ Biến động Phật giáo miền Trung xảy ra ở Huế, ông nhận lệnh bàn giao Tổng cục Quân huấn lại cho Thiếu tướng Lữ Lan, ông được cử giữ chức vụ Tư lệnh Quân đoàn I & Vùng I Chiến thuật thay thế Thiếu tướng Nguyễn Văn Chuân. Nhưng vì ông cũng bất lực trước tình hình như 2 Tư lệnh tiền nhiệm là các tướng Nguyễn Chánh Thi, Chuân và có xu hướng ngả theo nhóm Phật tử cầm đầu vụ Biến động nên ông bị triệu hồi về Sài Gòn, thay thế ông là Thiếu tướng Huỳnh Văn Cao. Giữa tháng 7 cùng năm, ông bị buộc phải giải ngũ khi mới 40 tuổi.

### Sự nghiệp chính trị
Trở về đời sống dân sự một thời gian, Đầu năm 1967, ông ra ứng cử vào Thượng viện trong Quốc hội và đắc cử Nghị sĩ trong Liên danh Hoa Sen, được cử làm Chủ nhiệm Nhật báo Công Luận do. Chủ tịch Thượng viện khóa này là Luật sư Nguyễn Văn Huyền. Tháng 1 năm 1970, ông được bầu làm Chủ tịch Ủy ban Quốc phòng Thượng viện kiêm Chủ tịch Hội Chủ báo Việt Nam thay thế Nghị sĩ Trung tướng Trần Văn Đôn mãn nhiệm. Tiếp đến, ông làm Trưởng Khối Xã hội Dân chủ. Năm 1973, ông tái tranh cử và đắc cử Thượng Nghị sĩ nhiệm kỳ 1973-1979 do Dược sĩ Trần Văn Lắm làm Chủ tịch.

## Từ sau 1975

### Cuộc sống lưu vong
Ngày 30 tháng 4, ông cùng gia đình di tản khỏi Việt Nam. Sau đó, ông sang Hoa Kỳ định cư, lúc đầu ở Tiểu bang Virginia. Về sau, ông chuyển về Garden Grove, rồi Westminster, thuộc Tiểu bang California và sống ở đây đến cuối đời.
Ngày 21 tháng 11 năm 2013, ông từ trần tại Santa Ana, California, Hoa Kỳ. Hưởng thọ 87 tuổi.
Tang lễ được cử hành trọng thể tại Nam California theo nghi thức của quân đội.

## Huy chương
Bảo quốc Huân chương đệ nhị đẳng (ân thưởng)
Nhiều huy chương quân sự, dân sự của VNCH
Một số huy chương ngoại quốc: Hoa Kỳ, Thái Lan, Philippines và Trung Hoa Dân quốc.

## Tác phẩm
- Hai mươi năm Binh nghiệp (1998)

## Gia tộc
Theo Tộc phả của Dòng tộc Nguyễn Phúc, tướng Đính thuộc hệ thứ 9 của Hoàng tộc nhà Nguyễn, hậu duệ của Ông Hoàng Mười tức Dục vận Công thần Trấn quốc Đại tướng quân Nguyễn Phúc Yến.

## Gia đình
- Thân phụ: Cụ Tôn Thất Dinh (1888–1951)
- Thân mẫu: Cụ Ngô Thị Đồng
- Nhạc phụ: Cụ Nguyễn Thụy Long
- Nhạc mẫu: Cụ Nguyễn Thị Tín
- Các anh chị: Bà Tôn Nữ Thị Chi, Ông Tôn Thất Đỉnh[13], Bà Tôn Nữ Thị Sâm, Ông Tôn Thất Dĩnh
- Các em: Ông Tôn Thất Đình[14], Bà Tôn Nữ Hồng Lê
- Phu nhân: Bà Nguyễn Thị Phương Đông (vợ cả), Phạm Helene (vợ kế)
- Các con: Tôn Thất Hoàng Hưng, Tôn Nữ hoàng Linh, Tôn Thất Hoàng Huy, Tôn Nữ hoàng Lan

## Liên kết
- "Who's Who In Vietnam", Vietnam Press, Saigon 1972
- Tôn Thất Đính, "20 Năm Binh Nghiệp"
- Hoàng Linh Đỗ Mậu, "Việt Nam máu lửa quê hương tôi"
- Blair, Anne E. (1995). Lodge in Vietnam: A Patriot Abroad. New Haven, Connecticut: Yale University Press. ISBN 0-300-06226-5.
- Blair, Anne E. (2001). There to the Bitter End: Ted Serong in Vietnam. Crows Nest, New South Wales: Allen & Unwin. ISBN 1-86508-468-9.
- Catton, Philip E. (2002). Diem's final failure: prelude to America's War in Vietnam. Lawrence, Kansas: University Press of Kansas. ISBN 0-7006-1220-3.
- Gibbons, William Conrad (1995). The U.S. government and the Vietnam war: executive and legislative roles and relationships. Princeton, New Jersey: Princeton University Press. ISBN 0-691-00635-0.
- Halberstam, David (2008). The Making of a Quagmire: America and Vietnam during the Kennedy Era. Singal, Daniel J. Lanham, Maryland: Rowman & Littlefield. ISBN 0-7425-6007-4.
- Hammer, Ellen J. (1987). A Death in November: America in Vietnam, 1963. New York City, New York: E. P. Dutton. ISBN 0-525-24210-4.
- Hatcher, Patrick Lloyd (1990). The suicide of an elite: American internationalists and Vietnam. Stanford, California: Stanford University Press. ISBN 0-8047-1736-2.
- Hickey, Gerald Cannon (2002). Window on a War: An Anthropologist in the Vietnam Conflict. Lubbock, Texas: Texas Tech University Press. ISBN 0-89672-490-5.
- Isaacs, Arnold R. (1983). Without Honor: Defeat in Vietnam and Cambodia. Baltimore, Maryland: Johns Hopkins University Press. ISBN 0-8018-3060-5.
- Jacobs, Seth (2006). Cold War Mandarin: Ngo Dinh Diem and the Origins of America's War in Vietnam, 1950–1963. Lanham, Maryland: Rowman & Littlefield. ISBN 0-7425-4447-8.
- Jones, Howard (2003). Death of a Generation: how the assassinations of Diem and JFK prolonged the Vietnam War. New York City, New York: Oxford University Press. ISBN 0-19-505286-2.
- Kahin, George McT. (1979). "Political Polarization in South Vietnam: U.S. Policy in the Post-Diem Period". Pacific Affairs. Quyển 52 số 4. Vancouver, British Columbia. tr. 647–673.
- Karnow, Stanley (1997). Vietnam: A history. New York City, New York: Penguin Books. ISBN 0-670-84218-4.
- Langguth, A. J. (2000). Our Vietnam: the war, 1954–1975. New York City, New York: Simon & Schuster. ISBN 0-684-81202-9.
- Lent, John A. (1971). The Asian Newspapers' Reluctant Revolution. Iowa State University Press. ISBN 0-8138-1335-2.
- Moyar, Mark (2006). Triumph Forsaken: The Vietnam War, 1954–1965. New York City, New York: Cambridge University Press. ISBN 0-521-86911-0.
- Nguyen Tien Hung; Schecter, Jerrold L. (1986). The Palace File. New York City, New York: Harper & Row. ISBN 0-06-015640-6.{{Chú thích sách}}:  Quản lý CS1: nhiều tên: danh sách tác giả (liên kết)
- Prochnau, William (1995). Once upon a Distant War. New York City, New York: Vintage. ISBN 0-8129-2633-1.
- Shaplen, Robert (1966). The Lost Revolution: Vietnam 1945–1965. London: Andre Deutsch.
- Sheehan, Neil (1988). A Bright Shining Lie:John Paul Vann and America in Vietnam. New York City, New York: Random House. ISBN 0-679-72414-1.
- Toczek, David M. (2001). The battle of Ap Bac, Vietnam: they did everything but learn from it. Westport, Connecticut: Greenwood Publishing Group. ISBN 0-313-31675-9.
- Topmiller, Robert J. (2006). The Lotus Unleashed: The Buddhist Peace Movement in South Vietnam, 1964–1966. Lexington, Kentucky: University Press of Kentucky. ISBN 0-8131-9166-1.
- Tucker, Spencer C. (2000). Encyclopedia of the Vietnam War: A Political, Social and Military History. Santa Barbara, California: ABC-CLIO. ISBN 1-57607-040-9.
- Wright, Jackie Bong (2002). Autumn Cloud: From Vietnamese War Widow to American Activist. Herndon, Virginia: Capital Books. ISBN 1-931868-20-4.